# Tito Faraci
Tito Faraci, pseudonimo di Luca Faraci (Gallarate, 23 maggio 1965), è un fumettista, scrittore, tastierista, paroliere, traduttore e curatore editoriale italiano.
Emerso nella metà degli anni novanta, è stato autore di varie storie per Topolino, PKNA, Dylan Dog, Tex Willer, Martin Mystère, Zagor, Lupo Alberto, Diabolik, Nick Raider e Magico Vento, nonché dell'Uomo Ragno, di Devil e Capitan America, uno dei primi narratori italiani a confrontarsi con i comic statunitensi (Marvel Comics nello specifico).

## Biografia
Negli anni ottanta inizia la carriera di musicista all'interno del gruppo Litania. È proprio il batterista dei Litania, Enrico, a coniare il nome d'arte Tito Turbina Tastierista Futurista: con questo nome, frequentemente contratto in T.T.T.F., pubblica una serie di album su musicassetta per varie etichette indipendenti (musicassette che hanno raggiunto una certa rarità e una elevata quotazione nel mercato collezionistico), tra le quali la casa di produzione multimediale La Misère Provoque Le Génie, progetto di Tommaso Labranca e di A. Daniele Iannotti. Con quest'ultimo collabora, inoltre, suonando all'interno del suo progetto musicale Liberticide, nell'album Lo spirito dei tempi, del 1987, sempre prodotto da La Misère Provoque Le Génie e con la direzione artistica di Tommaso Labranca.
Francesco Salvi lo coinvolge nella realizzazione della rivista Coscia, cui vorrebbe conferire l'aspetto di una fanzine, giacché negli anni ottanta Faraci aveva già realizzato, assieme all'amico Matteo B. Bianchi una fanzine intitolata Anestesia Totale. In seguito collabora alla rivista Hard, edita da Fratelli Vallardi e dedicata all'heavy metal.
Nel 1996 esordisce come sceneggiatore nel mondo Disney con la storia "Paperino e l'abominevole uomo cupo", realizzata graficamente da Sandro Dossi e pubblicata sulla testata Paperino Mese. La sua prima storia pubblicata su Topolino libretto è "Ciccio e la penna indigesta", di poco successiva. Nel 1997 esordisce sulla testata PKNA (dedicata alla versione "supereroica" di Paperinik) con la storia "Trauma", in cui vengono introdotti due evroniani molto amati dal fandom, l'archiatra Gorthan e il generale mutante Trauma. Assieme al fumettista Giorgio Cavazzano ha creato il personaggio di Rock Sassi e realizzato, oltre a numerose storie Disney, anche Il segreto del Vetro (2004), una storia dell'Uomo Ragno ambientata a Venezia e prodotta in Italia dalla Panini Comics su licenza della Marvel Comics, nonché la graphic novel Jungle Town (2006) per la collana Buena Vista Lab (Disney Italia).
La casa editrice Einaudi ha pubblicato nel 2000 Topolino Noir, un'antologia delle migliori storie disneyane sceneggiate da Faraci. Una simile raccolta monografica, La nera di Topolino, è stata edita dalla Arnoldo Mondadori Editore nel 2006 nei Best Sellers. La Disney Libri, invece, ha proposto in libreria Il popolo delle tenebre, un suo romanzo scritto per la collana Disney Avventura.
Nel 1999 inizia a collaborare con la Sergio Bonelli Editore, scrivendo su Dylan Dog. Per lo stesso editore crea il personaggio di Brad Barron, protagonista di una miniserie di 18 numeri (maggio 2005-ottobre 2006) e dei successivi speciali.
Nel 2006 ha sceneggiato un'altra storia con protagonisti personaggi Marvel: Devil & Capitan America: Doppia Morte, disegnata da Claudio Villa.
Sempre per la Bonelli, nell'aprile del 2007, entra a far parte dello staff degli sceneggiatori impegnati nella realizzazione delle storie di Tex.
Con la Disney pubblica sul numero 2737 di Topolino (2008) la storia La vera storia di Novecento, scritta con la collaborazione del prosatore torinese Alessandro Baricco, versione a fumetti del suo celebre monologo Novecento con Pippo nel ruolo del protagonista. Anche questa storia è stata illustrata da Giorgio Cavazzano ed è stata ripubblicata in grande formato nel 2009 sempre nella collana Buena Vista Lab. Il sodalizio con Baricco ha prodotto nel 2010 anche l'adattamento a fumetti del romanzo Senza sangue, disegnato da Francesco Ripoli e pubblicato dalle Edizioni BD, di cui Tito Faraci è il caporedattore.
Nel 2009 pubblica per Edizioni Piemme il romanzo per ragazzi Il cane Piero, avventure di un fantasma, mentre nel 2011 esce Oltre la soglia, sempre per la stessa casa editrice.
Insieme a Matteo Caccia, ha scritto il radio dramma Buio, trasmesso da Rai Radio 2 fra l'ottobre del 2015 e il gennaio del 2016, e conduce il podcast Tizzoni d'inferno, trasmesso anche su Radio Onda d'Urto.
Si è dedicato poi anche alla stesura di testi musicali. Nel novembre del 2015 ha collaborato all'album Le cose cambiano di Giorgio Ciccarelli (ex Afterhours), mentre nell'aprile del 2016 ha scritto per i Punkreas i testi del brano Picchia più duro dell'album Il lato ruvido.
Nel giugno del 2015 Feltrinelli pubblica il suo romanzo La vita in generale. Nel 2020 ha scritto e sceneggiato, in collaborazione con l'illustratore Wallie, la graphic novel Un sogno chiamato Giffoni, in celebrazione del 50º anniversario del Giffoni Film Festival.
Nel 2022 scrive un contributo per il libro di Romina Falconi Rottocalco. Nel maggio dello stesso anno pubblica, ancora con Feltrinelli, il saggio L' uomo con la faccia in ombra, definito "manuale autobiografico di sceneggiatura per fumetti" nel quale, ripercorrendo le tappe della sua vita professionale, fornisce istruzioni per la stesura di soggetto e sceneggiatura per i fumetti.

## Riconoscimenti
- 2003 - Premio U Giancu a Rapalloonia - mostra internazionale dei cartoonists [8]
- 2004 - Gran Guinigi al migliore sceneggiatore al Lucca Comics & Games[9]
- 2005 - Premio Anafi al miglior soggettista[10]
- 2006 - Gran Guinigi alla miglior graphic novel al Lucca Comics & Games per Diabolik: gli anni perduti nel sangue con Alfredo Castelli, Mario Gomboli, Giuseppe Palumbo e Pierluigi Cerveglieri[9]
- 2007 - Premio Attilio Micheluzzi al Napoli Comicon alla miglior sceneggiatura per una serie fumettistica per Diabolik: gli anni perduti nel sangue con Alfredo Castelli e Mario Gomboli[11]
- 2012 - Premio Papersera[12]
- 2017 - Premio Carlo Boscarato al miglior fumetto per bambini/ragazzi per Ridi Paperoga con Sio[13]
- 2019 - Romics d’Oro alla XXVI edizione di Romics[14]
- 2022 - Premio Stromboli alla miglior graphic novel[15]

## Opere

### Fumetti
Diabolik
Sceneggiature. Per l'elenco dei dati completi delle collaborazioni a Diabolik, si rimanda al Club ufficiale.
- 2001 - Anno XL - n. 3, Beffa a Diabolik
- 2002 - Anno XLI - n. 2, Nella tana del lupo
- 2002 - Anno XLI - n. 12, In gara con la morte
- 2003 - Anno XLII - n. 8, Traffico d'armi
- 2004 - Anno XLIII - n. 4, L'allieva
- 2005 - Anno XLIV - n. 3, La serpe in seno
- 2005 - Anno XLIV - n. 5, L'ira di un padre
- 2006 - Anno XLV - n. 2, Il sangue dei traditori
- 2007 - Anno XLVI - n. 6, Fuori gioco
- 2007 - Anno XLVI - n. 7, Incubo atomico
- 2008 - Anno XLVII - n. 7, Minaccia sulla strada
- 2009 - Anno XLVIII - n. 2, Un colpo in sospeso
- 2009 - Anno XLVIII - n. 6, Fatidico errore
- 2009 - Anno XLVIII - n. 9, La maschera sbagliata
- 2010 - Anno XLIX - n. 7, Un figlio per Diabolik
- 2011 - Anno L - n. 2, L'unica via d'uscita
- 2011 - Anno L - n. 4, Tutto in una notte
- 2011 - Anno L - n. 8, Una maschera per Ginko
- 2011 - Anno L - n. 9, Quattro colpi rapidi
- 2011 - Anno L - n. 11, Incubo Diabolik
- 2012 - Anno LI - n.1, In fondo al tunnel
- 2012 - Anno LI - n.5, Un uomo violento
- 2012 - Anno LI - n.6, Mossa a sorpresa
- 2012 - Anno LI - n.8, Minaccia mortale
- 2012 - Anno LI - n.9, Soli contro tutti
- 2012 - Anno LI - n.11, Il segreto di Diabolik
- 2013 - Anno LII - n.1, Tu ucciderai Eva
- 2013 - Anno LII - n.3, I segreti di Morben
- 2013 - Anno LII - n.6, Il potere delle tigri
- 2016 - Anno LV  - n.5, Non solo per i Diamanti

Grande Diabolik
- 2001 - 5, Il nemico ritrovato
- 2002 - 6, Matrimonio in nero
- 2003 - 7, Eva Kant: quando Diabolik non c'era
- 2005 - 11, Ginko: prima di Diabolik
- 2006 - 13, Gli anni perduti nel sangue
- 2007 - 15, I misteri di Vallenberg
- 2008 - 17, Gli occhi della pantera
- 2008 - 18, Un killer per Ginko
- 2009 - 19, Io sono Diabolik
- 2009 - 20, Il tesoro di Diabolik
- 2010 - 21, L'ombra della Luna
- 2010 - 22, Giù la maschera
- 2011 - 24, Nei sotterranei di Clerville
- 2011 - 25, Alla ricerca della stella di Ampur
- 2012 - 27, Il re del terrore: il remake
- 2012 - 28, Il ritorno di Gustavo Garian
- 2013 - 30, DK io so chi non sono
- 2013 - 31, Addio, mia amata complice

Dylan Dog
- 1999 - Speciale Dylan Dog 13 presenta Groucho, Sotto il vestito troppo
- 2001 - Speciale Dylan Dog 15, Sulla rotta di Moby Dick
- 2001 - 177, Il discepolo
- 2001 - Dylan Dog Gigante 10, I peccatori di Hellborn
- 2002 - Maxi Dylan Dog 5, storia La voce del Diavolo
- 2003 - Speciale Dylan Dog 17, La fortezza del demone
- 2003 - Dylan Dog Gigante 12, Piovuto dal cielo
- 2003 - 204, Resurrezione
- 2003 - 208, Un mondo sconosciuto
- 2004 - 217, Il grande sonno
- 2004 - Maxi Dylan Dog 7, storia Fantasma cercasi
- 2004 - 219, La decima vittima
- 2005 - 232, Un fantasma a Scotland Yard
- 2005 - Maxi Dylan Dog 8, storia Demon blob
- 2007 - Dylan Dog Color Fest 1, storia L'Accalappiasogni
- 2008 - Dylan Dog Gigante 17, storia La foresta perduta
- 2009 - Dylan Dog Color Fest 3, storia Nemici per sempre
- 2010 - Dylan Dog Color Fest 4, storia Manichini

PK - Paperinik New Adventures
- 1997 - PKNA Speciale 97, Punto di rottura (una delle mini-storie presenti nell'albo)
- 1997 - PKNA #9, Angus Tales: Rumori di fondo (storia secondaria dell'albo)
- 1997 - PKNA #10, Trauma e Angus Tales: Senza benza (storia principale e secondaria)
- 1997 - PKNA #11, Angus Tales: Cani (storia secondaria dell'albo)
- 1997 - PKNA #12, Angus Tales: Il posto sbagliato
- 1997 - PKNA #13, Angus Tales: Il grande scoop
- 1998 - PKNA #15, Motore/Azione (storia principale)
- 1998 - PKNA #19, Zero assoluto
- 1998 - PKNA Speciale 98, Archie (una delle mini-storie presenti nell'albo)
- 1998 - PKNA #23, Vuoto di memoria (storia principale)
- 1998 - PKNA #25, Fuoco incrociato
- 1999 - PKNA #26, Il tempo fugge
- 1999 - PKNA #31, Io sono Xadhoom: Linea Piatta (storia secondaria)
- 1999 - PKNA #32, Io sono Xadhoom: Arena
- 1999 - PKNA #33, Io sono Xadhoom: Abisso
- 2000 - PKNA Speciale 00, Smascherato (una delle mini-storie presenti nell'albo)
- 2000 - PKNA #47, Prima dell'alba (storia principale)
- 2000 - PKNA #48, Angus Tales: Visite inattese (storia secondaria)

Tex
- 2007 - Tex n. 558-559, Evasione! - Minuti contati
- 2009 - Tex n. 581-582, Lo sceriffo indiano - La preda umana
- 2010 - Tex n. 591-592, L'uomo di Baltimora - Destini incrociati
- 2010 - Tex MaxiTex n. 14 La belva umana
- 2012 - Tex n. 616-617, Sotto scorta - I valorosi di Fort Kearny
- 2012 - Tex n. 623-624, Braccato! - Partita truccata
- 2012 - Tex Almanacco del West 2012, Il ciarlatano
- 2012 - Tex MaxiTex n. 16, La legge di Starker

Altri fumetti
- 1995 - Arthur King n. 16, Ti senti sola stanotte?
- 2001 - Nick Raider n. 152, Un morto sotto accusa
- 2001 - Nick Raider n. 153, Triplo bersaglio
- 2001 - Nick Raider n. 158, Appuntamento con l'assassino
- 2001 - Martin Mystère n. 234-235, Il mistero dei nani di gesso
- 2001 - Zagor Speciale Cico n. 21, Un'eredità per Cico
- 2002 - Nick Raider n. 165, Una sporca faccenda
- 2002 - Nick Raider n. 166, Una lama nel cervello
- 2002 - Nick Raider n. 175, Sotto tiro
- 2002 - Magico Vento n. 65, Caccia sadica
- 2003 - Magico Vento n. 75, Torce umane
- 2003 - Zagor Speciale Cico n. 23, Cico moschettiere
- 2003 - L'Uomo Ragno - Il segreto del vetro
- 2003 - Nick Raider n. 179, Bersagli di notte
- 2003 - Nick Raider n. 180, Ciak, si muore!
- 2003 - Nick Raider n. 184, Amore e rabbia
- 2004 - Nick Raider n. 192, Partita con l'assassino
- 2004 - Nick Raider n. 194, Le strade dell'odio
- 2004 - Nick Raider n. 197, Vittime per caso
- 2005 - Brad Barron, ideatore e sceneggiatore di tutta la serie
- 2005 - Jungle Town, The Walt Disney Company Italia
- 2006 - Topolino - La nera di Topolino, Arnoldo Mondadori Editore (ISBN 978-88-04-55902-3)
- 2010 - Topolino - Cronache del regno dei due laghi n 2826-7-8 The Walt Disney Company Italia
- 2014 - Paperinik Appgrade - Universo PK n. 16-17-18-19-20

Graphic Novel
- ¡Infierno! disegnato da Silvia Ziche, Rizzoli
- The Last Battle disegnato da Dan Brereton, Image
- La vita inattesa - Micol Beltramini, Tito Faraci, Alessandro Q. Ferrari disegnato da AA.VV., Rizzoli Lizard, 2014[16]
- Le entusiasmanti avventure di Max Middleston e del suo cane alto trecento metri, con Sio, Feltrinelli, 2016. ISBN 978-88-0749-209-9.
- Il pesce di lana e altre storie abbastanza belle (alcune anche molto belle, non tante, solo alcune) di Maryjane J. Jayne, con Sio, Collana Feltrinelli Comics, Feltrinelli, 2018, ISBN 978-88-0755-006-5.
- Orange Chronicles disegnato da Sergio Gerasi, Gribaudo, 2019
- Quei due disegnato da Silvia Ziche, Sergio Bonelli Editore, 2019
- Quei due. Un dolorino qui, disegnato da Silvia Ziche, Sergio Bonelli Editore, 2020
- Quei due. Un buon partito, disegnato da Silvia Ziche, Sergio Bonelli Editore, 2020
- Quei due. Più vicini, disegnato da Silvia Ziche, Sergio Bonelli Editore, 2021
- Le storie della paranza. I teschi dei ladri, disegnato da Riccardo La Bella, con Roberto Saviano, copertina di Tanino Liberatore, Collana Feltrinelli Comics, Feltrinelli, 2021, ISBN 978-88-07-55037-9.
- Le storie della paranza. Cosplayer, disegnato da Riccardo La Bella, con Roberto Saviano, copertina di Tanino Liberatore, Collana Feltrinelli Comics, Feltrinelli, 2022, ISBN 978-88-07-55097-3.
- Le storie della paranza. Ultima corsa, disegnato da Riccardo La Bella, con Roberto Saviano, copertina di Tanino Liberatore, Collana Feltrinelli Comics, Feltrinelli, 2022, ISBN 978-88-07-55100-0.
- Le storie della paranza. La memoria delle ossa, disegnato da Riccardo La Bella, con Roberto Saviano, copertina di Tanino Liberatore, Collana Feltrinelli Comics, Feltrinelli, 2022, ISBN 978-88-07-55120-8.

### Narrativa
- Matteo B. Bianchi (a cura di), Le scelte di Sofia, in Kaori non sei unica. La prima antologia di letteratura spot, TempiStretti, 1995, ISBN 88-86549-07-5.
- Il cane Piero, avventure di un fantasma, Piemme, 2009 ISBN 978-88-566-0429-0
- Oltre la soglia, Piemme, 2011 ISBN 978-88-566-1704-7
- Death metal, Piemme, 2013 ISBN 978-88-566-2760-2
- Nato sette volte, Indiana Editore, 2014
- La vita in generale, Feltrinelli, 2015
- Mickey - Uomini e Topi, ADD Incendi editore, 2016
- Senza sangue (insieme a Alessandro Baricco e Francesco Ripoli, Feltrinelli editore, 2019
- Spigole, Feltrinelli, 2020

### Saggi/Manuali
- Tito Faraci per scrivere fumetti. Coniglio Editore, 2004
- L'uomo con la faccia in ombra. Feltrinelli, 2022

## Discografia

### Album
- 1987 - Tito Turbina Tastierista Futurista
- 1987 - Der Kuss come T.T.T.F.
- 1992 - The Brain come T.T.T.F., con Radical Change

### Singoli
- 2017 - Disordine come Tito Faraci/T.T.T.F.

### EP
- 1988 - Death Of The Pop Noise come  & T.T.T.F. con Radical Change, split con Nostalgie Eternelle

### Partecipazioni
- 1986 - AA.VV. Anestesia Vol. 0 con i Litania
- 1987 - AA.VV. Chiaro Scuri
- 1987 - AA.VV. Fi-Mi (Firenze-Milano) Ligne de merde
- 1988 - AA.VV. Suoni distorti
- 1988 - AA.VV. L'intox vient a domicile
- 1988 - AA.VV. Buio Ignoto
- 1988 - AA.VV. Sezione Aurea
- 1989 - AA.VV. Carne del disastro
- 1990 - AA.VV. Neither Good Nor Evil
- 1990 - AA.VV. Rap'n Crack
- AA.VV. Ritorno al nido
- AA.VV. International Sound Communication Compilation Volume Number Fifteen

### Collaborazioni
- 1987 - Liberticide Lo spirito dei tempi

### Canzoni scritte per altri
- 2015 - Giorgio Ciccarelli Le cose cambiano
- 2016 - Punkreas Picchia più duro, dall'album Il lato ruvido
- 2020 - Sio Nella vecchia fattoria 2